# Liste des épisodes d'Arthur

Cette page présente la liste des épisodes de la série télévisée d'animation Arthur.

## Épisodes de CINAR

### Première saison (1996-1997)
- C'est la première saison à utiliser l'animation cel traditionnelle.
- C'est aussi la première saison à être traditionnellement animée par AKOM Production Co., Ltd.
- C'est aussi la première saison à être produite au format 4:3.
- C'est également la première saison à être diffusée au format plein écran 480i.

| No. de série | Titre français                                                           | Date originale de diffusion |
| --- | ------------------------------------------------------------------------ | --------------------------- |
| 1 | Les yeux d'Arthur / Francine et les cheveux rebelles                     | 7 octobre 1996              |
| - Les Yeux d'Arthur : Arthur raconte à Diminou le premier jour où il a dû porter des lunettes. - Francine et les cheveux rebelles : Molly aide Francine à avoir les cheveux soyeux pour la photo de classe. |                                                                          |                             |
| 2 | Le véritable M Ratburn/ Arthur et l'orthographe                          | 8 octobre 1996              |
| - Le véritable M Ratburn : Arthur et ses camarades ont peur de M Ratburn, leur nouveau professeur. - Arthur et l'orthographe : Arthur participe à un concours d'orthographe. |                                                                          |                             |
| 3 | Diminou a peur de se mouiller / Le dilemme dinosaurien de Buster         | 9 octobre 1996              |
| - Diminou a peur de se mouiller : La famille Read part en vacances, mais Diminou refuse de nager, parce qu'elle croit qu'il y a des pieuvres dans l'eau. - Le dilemme dinosaurien de Buster : Buster découvre un fossile lors d'une sortie au musée et refuse de le rendre.                                                                                               |                                                                          |                             |
| 4 | L'amie imaginaire de Diminou/Le mystère du livre perdu                   | 10 octobre 1996             |
| - L'amie imaginaire de Diminou : Les amis d'Arthur refusent que Nadine, l'amie imaginaire de Diminou, vienne avec eux. - Le mystère du livre perdu : Arthur veut emprunter un livre mais il ne parvient pas à le trouver. |                                                                          |                             |
| 5 | Arthur et les animaux de compagnie/Diminou imitatrice                    | 11 octobre 1996             |
| - Arthur et les animaux de compagnie : Arthur souhaite se faire un peu d'argent. Pour ce faire, il accepte de garder les animaux du quartier et affronte un chien détestable. - Diminou imitatrice : Diminou se met à copier Arthur dans tout ce qu'il fait et ses amis ne le supportent pas.                                                                             |                                                                          |                             |
| 6 | Prisonniers de la bibliothèque/Arthur accusé                             | 14 octobre 1996             |
| - Prisonniers de la bibliothèque : Arthur et Francine se retrouvent enfermés dans une bibliothèque alors qu'ils se sont disputés précédemment. Ils devront apprendre à travailler ensemble pour en sortir. - Arthur accusé : Arthur se retrouve accusé d'avoir volé de l'argent. Son ami Buster vient à sa rescousse afin de lui permettre d'aller au pique-nique annuel. |                                                                          |                             |
| 7 | Arthur va en colonie de vacances/Buster passe à l'action                 | 15 octobre 1996             |
| - Arthur va en colonie de vacances : Arthur se retrouve en colonie de vacances quand les garçons et les filles se livrent à une compétition. - Buster passe à l'action : Buster passe à l'action: Arthur aide Buster à réviser un important test afin qu'il ne redouble pas.                                                                                              |                                                                          |                             |
| 8 | Le petit chien d'Arthur/Une histoire à rebondissements                   | 16 octobre 1996             |
| - Le petit chien d'Arthur : Arthur obtient Pal, le chien dont il rêvait. Il va néanmoins devoir l'entraîner. - Une histoire à rebondissements : Arthur vend accidentellement un objet appartenant à sa mère pour s'acheter des chaussures. |                                                                          |                             |
| 9 | Arthur gardien d'enfant/Cousine catastrophe                              | 17 octobre 1996             |
| - Arthur gardien d'enfants : Arthur garde les enfants de ses voisins. - Cousine catastrophe : La famille d'Arthur organise une cousinade et il doit passer son temps à éviter sa cousine Mo. |                                                                          |                             |
| 10 | L'anniversaire d'Arthur/Francine Frensky Superstar                       | 18 octobre 1996             |
| - L'anniversaire d'Arthur :Arthur et Molly célèbrent leurs anniversaires respectifs mais personne ne veut annuler sa fête. - Francine Frensky Superstar : Francine décroche le premier rôle dans une pièce de M Ratburn, un drame sur la vie de Thomas Edison. |                                                                          |                             |
| 11 | Le bébé d'Arthur/Le bébé de Diminou                                      | 21 octobre 1996             |
| Dans tout l'épisode, Arthur et Diminou se rappellent l'époque où ils allaient avoir leur sœur Kate. |                                                                          |                             |
| 12 | L'histoire d'Arthur/Arthur perd son chien                                | 22 octobre 1996             |
| - L'histoire d'Arthur : Arthur essaie d'écrire une histoire pour son exposé. - Arthur perd son chien : Les Read partent au cirque. Pal essaie de récupérer un ballon pour Kate, mais Arthur croit que son chien veut s'échapper. |                                                                          |                             |
| 13 | Adieu Sparky/Le nouvel ami de Buster                                     | 23 octobre 1996             |
| - Adieu Sparky : Arthur cherche un nouvel animal de compagnie pour Diminou. - Le nouvel ami de Buster : Arthur croit que Buster l'a remplacé en tant que meilleur ami quand celui-ci préfère traîner avec Mike. |                                                                          |                             |
| 14 | Arthur brise-fer/La véritable Francine                                   | 24 octobre 1996             |
| - Arthur Brise-Fer : Arthur et Diminou brisent l'ordinateur familial et ne parviennent pas à le réparer même avec l'aide de Lumière. - La véritable Francine : Molly triche à un contrôle et laisse Francine se faire accuser. |                                                                          |                             |
| 15 | Arthur et ses vacances en famille/ La vieille ferme de grand-père Octave | 25 octobre 1996             |
| - Arthur et ses vacances en famille : Arthur et sa famille partent en vacances, mais rien ne semble aller pour le mieux. - La vieille ferme de grand-père Octave : Arthur et Diminou partent visiter la ferme de leur grand-père Octave qui existe depuis 150 ans. Octave refuse qu'on l'aide à restaurer sa ferme.                                                       |                                                                          |                             |
| 16 | Le concours de céréales Crunch/Diminou fait la chute                     | 28 octobre 1996             |
| - Le concours de céréales Crunch : Arthur écrit une chanson pour gagner un concours. - Diminou fait la chute : Diminou prend des cours de gymnastique. |                                                                          |                             |
| 17 | Une semaine de patience/Arthur le meilleur agrippeur                     | 29 octobre 1996             |
| - Une semaine de patience : Francine doit se comporter gentiment pendant toute une semaine. - Arthur le meilleur agrippeur : Arthur est cité à tort comme le meilleur agrippeur. Il ignore les définitions de ce mot. |                                                                          |                             |
| 18 | La varicelle d'Arthur/Malade comme un chien                              | 30 octobre 1996             |
| - La varicelle d'Arthur : Arthur attrape la varicelle et laisse grand-mère Laura le soigner. - Malade comme un chien : Arthur donne à Pal des aliments non comestibles pour les humains. Pal tombe malade. |                                                                          |                             |
| 19 | Les deux roues de Diminou/Arthur est de l'équipe                         | 31 octobre 1996             |
| - Les deux roues de Diminou : Diminou apprend à faire du vélo. - Arthur est de l'équipe : Arthur et Francine s'entraînent au basket. |                                                                          |                             |
| 20 | Journée presque ennuyeuse/Les biscuits mi-cuits                          | 1er novembre 1996           |
| - Journée presque ennuyeuse : Arthur et Diminou aident leur grand-mère à nettoyer le grenier. - Les biscuits mi-cuits : Arthur refuse que sa grand-mère Laura vende des biscuits. |                                                                          |                             |
| 21 | Susie emménage/Le frère parfait                                          | 4 novembre 1996             |
| - Susie emménage : Les enfants s'interrogent sur la véritable identité de Susie. - Le frère parfait :Lumière reste quelque temps chez Arthur et se conduit admirablement bien, ce qui donne à Arthur des complexes d'infériorité. |                                                                          |                             |
| 22 | Le mystère de la boule de Neige/Problème d'équipe                        | 5 novembre 1996             |
| - Le mystère de la boule de neige : Buster aide Diminou à résoudre un problème. - Problème d'équipe : Arthur, Buster et Francine bossent sur un projet mais ne parviennent pas à s'entendre. |                                                                          |                             |
| 23 | À bas la brute/Diseuse de mésaventure                                    | 6 novembre 1996             |
| - À bas la brute : Binky défie Susie. - Diseuse de mésaventure : Les enfants deviennent dépendants de la salière en papier de Prunelle. |                                                                          |                             |
| 24 | La dent d'Arthur/Diminou s'égare                                         | 7 novembre 1996             |
| - La dent d'Arthur : Arthur s'inquiète car il craint de perdre sa dernière dent de lait. - Diminou s'égare : Diminou s'égare au centre commercial. |                                                                          |                             |
| |                                                                          |                             |
| 25 | L'exploit de Diminou/Arthur super net                                    | 8 novembre 1996             |
| - L'exploit de Diminou : Diminou participe au mariage de sa tante. - Arthur super net : Arthur et ses amis nettoient le parc. |                                                                          |                             |
| 26 | Mon papa l'éboueur/La remplaçante                                        | 11 novembre 1996            |
| - Mon papa l'éboueur : Lors de la journée des métiers, Francine a honte du métier de son père. - Pauvre Molly : Molly reste une semaine chez les Frensky, le temps que l'on change ses moquettes. Mais son comportement capricieux irrite Francine. |                                                                          |                             |
| 27 | Le doudou de Diminou/Une remplaçante remplaçable                         | 12 novembre 1996            |
| - Le doudou de Diminou : Arthur aide Diminou à retrouver son doudou. - Une remplaçante remplaçable : Arthur et ses amis héritent d'une nouvelle professeur, la sœur de M Ratburn qui est enroué. Bien qu'au départ, cela leur plaise, ils réalisent à quel point le travail ardu leur manque.                                                                             |                                                                          |                             |
| 28 | Je suis poète/Le club de l'épouvante                                     | 13 novembre 1996            |
| - Je suis poète : Flo se lance dans la poésie. - Le club de l'épouvante : Les enfants se lancent dans une pétition afin de récupérer des livres interdits, sauf Molly dont le père préside un comité de lecture. |                                                                          |                             |
| 29 | Le règlement de mon club/Le vélo volé                                    | 14 novembre 1996            |
| - Le règlement de mon club : Arthur créé un club mais ne parvient pas à s'accorder sur le règlement. - Le vélo volé : Francine cherche un nouveau vélo. |                                                                          |                             |
| 30 | Une nuit de camping/Le réveillon d'Arthur                                | 15 novembre 1996            |
| - Une nuit de camping : Arthur et Diminou se jouent des tours à base d'OVNIS. - Le réveillon d'Arthur : Arthur essaie de rester réveillé jusqu'à la Nouvelle Année. |                                                                          |                             |

### Deuxième saison (1997-1998)
| No. de série | Titre français                                                             | Date originale de diffusion |
| --- | -------------------------------------------------------------------------- | --------------------------- |
| 1 | Arthur et Monsieur Rogers/Francine manque de tact                          | 20 octobre 1997             |
| - Arthur et Monsieur Rogers : Arthur héberge un présentateur d'émissions télés pour enfants. - Francine manque de tact : Une guerre se déclare entre Francine et Flo.                                                                                                  |                                                                            |                             |
| 2 | Binky Barnes, critique d'art/Le crayon porte-bonheur                       | 21 octobre 1997             |
| - Binky Barnes, critique d'art : Arthur, Buster et Binky travaillent sur un projet artistique. - Le crayon porte-bonheur : Arthur trouve un crayon porte-bonheur. |                                                                            |                             |
| 3 | Diminou la difficile/ Buster et les défis                                  | 22 octobre 1997             |
| - Diminou la difficile : Diminou refuse de manger des nouveaux plats. - Buster et les défis : Buster commence à suivre les défis de deux idiots. |                                                                            |                             |
| 4 | Arthur fait du cinéma/Dix minutes de réflexion                             | 23 octobre 1997             |
| - Arthur fait du cinéma : Les amis d'Arthur tournent un film avec lui. - Dix minutes de réflexion : Diminou se retrouve enfermée dans sa chambre pendant dix minutes.                                                                                                  |                                                                            |                             |
| 5 | Arthur perd la face et ses pantalons/Francine Frensky, cavalière olympique | 24 octobre 1997             |
| - Arthur perd la face et ses pantalons : Arthur se moque de Binky qui déchire ses pantalons jusqu'à ce qu'il lui arrive la même chose. - Francine Frensky cavalière olympique : Francine prend des leçons d'équitation. Mais son aînée ne tarde pas à la concurrencer. |                                                                            |                             |
| 6 | Buster Baxter, super héros/Rengaine et déveine                             | 27 octobre 1997             |
| - Buster Baxter, super héros : Buster sauve un chat mais la célébrité lui monte peu à peu à la tête. - Rengaine et déveine : Le CD de Diminou disparaît et celle-ci accuse Arthur.                                                                                     |                                                                            |                             |
| 7 | La semaine sans télé d'Arthur/Frayeurs nocturnes                           | 28 octobre 1997             |
| - La semaine sans télé d'Arthur : Arthur et ses amis passent une semaine sans télévision. - Frayeurs nocturnes : Binky refuse d'admettre qu'il a besoin d'une veilleuse pour dormir.                                                                                   |                                                                            |                             |
| 8 | Arthur a le trac/La grande dispute                                         | 29 octobre 1997             |
| - Arthur a le trac : Arthur s'entraîne pour un récital de piano. - La grande dispute : Francine et Lumière se disputent avant un match de soccer. |                                                                            |                             |
| 9 | Perdu !/Un été tout court                                                  | 30 octobre 1997             |
| - Perdu ! : Arthur descend au mauvais arrêt de bus alors qu'il part à ses leçons de natation. - Un été tout court : Arthur tente d'accomplir toutes les activités possibles en un été.                                                                                 |                                                                            |                             |
| 10 | Diminou visite Washington/Arthur de l'enveloppe mystérieuse                | 31 octobre 1997             |
| - Diminou visite Washington : Diminou rencontre le Président lors des vacances familiales. - Arthur de l'enveloppe mystérieuse : Le principal remet une lettre à Arthur et il croit qu'il a commis une bêtise.                                                         |                                                                            |                             |
| 11 | Le cerf ami de Diminou/Buster bouquine                                     | 6 avril 1998                |
| - Le cerf-ami de Diminou : Diminou se lie d'amitié avec un cerf. - Buster bouquine : Buster doit réaliser un exposé sur un livre, mais il n'aime pas lire. |                                                                            |                             |
| 12 | L'ami lointain/Arthur danse le quadrille                                   | 7 avril 1998                |
| - L'ami lointain : Buster part quelque temps avec son père visiter le pays. - Arthur danse le quadrille : Les amis d'Arthur pensent que lui et Francine sortent ensemble.                                                                                              |                                                                            |                             |
| 13 | Eau et Lumière/Arthur n'est pas drôle                                      | 8 avril 1998                |
| - Eau et lumière : Arthur aide Lumière à vaincre sa peur de l'eau. - Arthur n'est pas drôle : Arthur explique à Buster dans une lettre comment il a tenté d'être drôle.                                                                                                |                                                                            |                             |
| 14 | Journal perdu/Le genou                                                     | 9 avril 1998                |
| - Journal perdu : Susie perd son journal. - Le genou : Arthur se blesse au genou après avoir désobéi à ses parents et il doit convaincre Diminou de ne pas le dénoncer.                                                                                                |                                                                            |                             |
| 15 | Une surprise pour grand-mère/On dort chez Flo                              | 10 avril 1998               |
| - Une surprise pour grand-mère : Arthur et Diminou réservent une surprise pour leur grand-mère. - On dort chez Flo : Flo invite ses amies pour une soirée pyjama. |                                                                            |                             |
| 16 | Les lettres d'amour de Molly/Diminou et son sifflet                        | 13 avril 1998               |
| - Les lettres d'amour de Molly : Molly reçoit de fausses lettres d'amour. - Diminou et son sifflet : Arthur ne supporte plus le nouveau sifflet de Diminou. |                                                                            |                             |
| 17 | Francine change de décor/Arthur le grand perdant                           | 14 avril 1998               |
| - Francine change de décor : Francine obtient sa propre chambre. - Arthur le grand perdant : Arthur ne supporte plus de perdre et fait tout pour gagner. |                                                                            |                             |
| 18 | Arthur et le méchant brigadier/La mauvaise humeur de Diminou               | 15 avril 1998               |
| - Arthur et le méchant brigadier : Arthur et Lumière tentent d'échapper à un brigadier. - La mauvaise humeur de Diminou : Diminou se montre d'une humeur massacrante.                                                                                                  |                                                                            |                             |
| 19 | Aux grands mots les grands moyens/La clé de l'amitié                       | 16 avril 1998               |
| - Aux grands mots les grands moyens : Arthur et Diminou se donnent des surnoms. - La clé de l'amitié : Arthur, Lumière et Binky trouvent une clé. |                                                                            |                             |
| 20 | La recette de l'amitié/La petite sœur de Susie                             | 17 avril 1998               |
| - La recette de l'amitié : Molly s'approprie le crédit quand ses amis l'aident à préparer des gâteaux. - La petite sœur de Susie : Susie se sent triste de par son statut d'enfant unique.                                                                             |                                                                            |                             |

### Troisième saison (1998-1999)
- C'est la dernière saison à utiliser l'animation cel traditionnelle.

| No. de série | Titre français                                            | Date originale de diffusion |
| --- | --------------------------------------------------------- | --------------------------- |
| 1 | Buster revient/La ballade de Buster Baxter                | 21 septembre 1998           |
| - Buster revient : Buster revient à Elwood City. - La ballade de Buster Baxter : Arthur organise une fête surprise pour le retour de Buster.                                                                         |                                                           |                             |
| 2 | Diminou n y voit que du feu/Diminou parle comme un livre  | 28 septembre 1998           |
| - Diminou n y voit que du feu : Diminou est effrayée par le feu. - Diminou parle comme un livre : Diminou fait semblant de savoir lire.                                                                              |                                                           |                             |
| 3 | Arthur se transforme/Suzie et le Lumiérosaure             | 5 octobre 1998              |
| - Arthur se transforme : Arthur travaille sur un projet avec Molly et peu à peu devient comme elle. - Suzie et le lumiérosaure : Même temporalité que l'épisode précédent, mais du point de vue de Suzie et Lumière. |                                                           |                             |
| 4 | Mes aïeux/Émission en direct                              | 12 octobre 1998             |
| - Mes aïeux : Francine et Molly préparent un exposé sur leurs ancêtres respectifs. - Émission en direct : Lumière est le seul inintéressé par un programme de magie.                                                 |                                                           |                             |
| 5 | Chips et apocalypse/La vengeance des chips                | 2 novembre 1998             |
| - Chips et apocalypse : Arthur et Buster font croire à Diminou qu'elle a mangé une chips empoisonnée. - La vengeance des chips : L'intimité de Diminou est menacée.                                                  |                                                           |                             |
| 6 | Vive Binky/Voici Binky                                    | 9 novembre 1998             |
| - Vive Binky : Un graffiti ternit la réputation de Binky. - Voici Binky : Arthur se rend à un concert. |                                                           |                             |
| 7 | Arthur suit le troupeau/Désert ou dessert                 | 16 novembre 1998            |
| - Arthur suit le troupeau : Arthur est le seul à refuser l'utilisation d'un jouet à la mode. - Désert ou dessert : Arthur aide son père à préparer un gâteau.                                                        |                                                           |                             |
| 8 | Charme et succès/La rancune de Buster                     | 7 décembre 1998             |
| - Charme et succès : Sue Ellen et Susie veulent changer de personnalité. - La rancune de Buster : Buster en veut à Binky car ce dernier a récité une blague à sa place.                                              |                                                           |                             |
| 9 | La chasse au trésor/Restauration                          | 4 janvier 1999              |
| - La chasse au trésor : Arthur est puni pour avoir creusé dans le jardin. - Restauration : Arthur participe à une foire médiévale avec sa classe.                                                                    |                                                           |                             |
| 10 | L'attaque des Turbo Tibble/Diminou et la fée dent de lait | 11 janvier 1999             |
| - L'attaque des Turbo Tibble :Les jumeaux laissent un show leur monter à la tête. - Diminou et la fée dent de lait : Diminou a peur de perdre une dent de lait.                                                      |                                                           |                             |
| 11 | Double problème/Arthur et le festival de quasi-musique    | 8 février 1999              |
| - Double Problème : Un des jumeaux est malade. - Arthur et le festival de quasi-musique : Arthur organise un festival de musique imaginaire.                                                                         |                                                           |                             |
| 12 | De quoi Suzie a t-elle peur ?/Clarissa craque             | 15 mars 1999                |
| - De quoi Suzie a t-elle peur ? : Suzie est effrayée par un hurlement. - Clarissa craque : Diminou emprunte et casse la poupée de sa grand-mère Laura.                                                               |                                                           |                             |
| 13 | Les malheurs de la marionnette/Francine et le félin       | 26 avril 1999               |
| - Les malheurs de la marionnette : La marionnette de George l'aide à se faire des amis. - Francine et le félin : Arthur s'entend mal avec le chat de Francine.                                                       |                                                           |                             |
| 14 | Scène de ménage/Un vœu parfait pour Diminou               | 24 mai 1999                 |
| - Scène de ménage : Arthur et Diminou ont peur quand ils entendent leurs parents se disputer. - Un vœu parfait pour Diminou : Diminou va fêter ses cinq ans.                                                         |                                                           |                             |
| 15 | Le grand ménage/Un long hiver grisâtre                    | 31 mai 1999                 |
| - Le grand ménage : Arthur et Diminou veulent nettoyer leurs chambres. - Un long hiver grisâtre : Arthur veut célébrer les vacances d'hiver.                                                                         |                                                           |                             |

### Quatrième saison (1999-2000)
- Il s'agit de la première saison à utiliser l'animation traditionnelle utilisant l'encre et la peinture numériques.

| No. de série | Titre français                                                   | Date originale de diffusion |
| --- | ---------------------------------------------------------------- | --------------------------- |
| 1 | Diminou et sa carte de bibliothèque/Arthur frappe dur            | 6 septembre 1999            |
| - Diminou et sa carte de bibliothèque : Diminou reçoit une carte de bibliothèque. - Arthur frappe dur : Arthur frappe Diminou.                                                                       |                                                                  |                             |
| 2 | Aux trousses du serpent froussard/Une amie difficile à remplacer | 13 septembre 1999           |
| - Aux trousses du serpent froussard : Un serpent trouve refuge chez Arthur. - Une amie difficile à remplacer : Molly se cherche une nouvelle amie.                                                   |                                                                  |                             |
| 3 | Buster à bout de souffle/Quel futé fantôme                       | 21 septembre 1999           |
| - Buster à bout de souffle : Buster raconte comment il a eu de l'asthme. - Quel futé fantôme : Les filles et les garçons se livrent à une bataille d'Halloween.                                      |                                                                  |                             |
| 4 | Le concours/Prouve le !                                          | 28 septembre 1999           |
| - Le concours : Arthur et ses amis participent à un concours. - Prouve-le ! : Diminou veut montrer à Arthur qu'elle peut être intelligente.                                                          |                                                                  |                             |
| 5 | Le blizzard/Un invité peu rat-surant                             | 4 octobre 1999              |
| - Le Blizzard : Un blizzard sévit en ville. - Un invité peu rat-surant : Monsieur Ratburn doit rester chez les Read le temps que son toit soit réparé.                                               |                                                                  |                             |
| 6 | Diminou fait des histoires/Prunelle fait coup double             | 11 octobre 1999             |
| - Diminou fait des histoires : Diminou veut raconter des histoires à tout le monde. - Prunelle fait coup double : Francine a un cadeau pour Prunelle.                                                |                                                                  |                             |
| 7 | Binky Barnes papillonne/Francine suit sa voix                    | 18 octobre 1999             |
| - Binky Barnes papillonne : Binky développe une passion pour les papillons. - Francine suit sa voix : Francine prend des cours de chant.                                                             |                                                                  |                             |
| 8 | Mille et un papas/Prunelle et les panta flash                    | 25 octobre 1999             |
| - Mille et un papas : Le père de Buster ne peut pas l'accompagner à un pique-nique. - Prunelle et les panta flash : Prunelle et Arthur reçoivent une leçon vestimentaire.                            |                                                                  |                             |
| 9 | Qu'est-ce que c'est que ça ?/L'imitateur imite                   | 1er novembre 1999           |
| - Qu'est-ce que c'est que ça ? : Les enfants trouvent une bobine de film. - L'imitateur imité : Arthur et Buster décident d'inverser leurs personnalités.                                            |                                                                  |                             |
| 10 | De la musique avant toute chose/De la télé pour les bébés        | 8 novembre 1999             |
| - De la musique avant toute chose :Les enfants sont en désaccord sur le style de musique qu'ils doivent écouter. - De la télé pour les bébés : Arthur apprécie un show pour les enfants plus jeunes. |                                                                  |                             |

### Cinquième saison (2000)
| No. de série | Titre français                                                             | Date originale de diffusion |
| --- | -------------------------------------------------------------------------- | --------------------------- |
| 1 | Arthur et le jeu de la devinette/Double défi                               | 4 septembre 2000            |
| - Arthur et le jeu de la devinette : Arthur participe à un concours télévisé. - Double Défi : Arthur et Buster aident Francine à sécher les cours.                                                            |                                                                            |                             |
| 2 | Les enfants viennent de la Terre et les parents de Pluton/La voie du crime | 11 septembre 2000           |
| - Les enfants viennent de la Terre et les parents de Pluton : Une réunion de parents d'élèves a lieu à l'école. - La voie du crime : Buster vole un cyberjouet.                                               |                                                                            |                             |
| 3 | Panne de lumière/La mer à voir                                             | 18 septembre 2000           |
| - Panne de lumière : Lumière perd un concours et décide de devenir le clown de la classe. - La mer à voir : Les enfants partent à la plage.                                                                   |                                                                            |                             |
| 4 | Le record du monde/La grotte                                               | 25 septembre 2000           |
| - Le record du monde : Arthur veut battre un record du monde - La grotte : La classe d'Arthur visite une grotte.                                                                                              |                                                                            |                             |
| 5 | Une semaine pou-rrie/Mettez-vous à ma place                                | 2 octobre 2000              |
| - Une semaine pou-rrie : Une épidémie de poux sévit à l'école. - Mettez-vous à ma place : Le télespectateur est invité à se projeter à la place d'Arthur.                                                     |                                                                            |                             |
| 6 | Les élections/Francine s'en va t'en guerre                                 | 9 octobre 2000              |
| - Les élections : Les élections ont lieu en classe. - Francine s'en va t'en guerre : Francine est en froid avec sa voisine.                                                                                   |                                                                            |                             |
| 7 | Insomnie/Chat perché                                                       | 23 octobre 2000             |
| - Insomnie : Buster participe à un concours où il devient insomniaque. - Chat perché : Binky doit garder le chat de Francine.                                                                                 |                                                                            |                             |
| 8 | Adieu Marie Meu-Meu/L'ami de Betty                                         | 30 octobre 2000             |
| - Adieu Marie Meu-Meu : Diminou veut entamer une pétition contre l'annulation de son émission préféré. - L'ami De Betty : La mère de Buster a un fiancé.                                                      |                                                                            |                             |
| 9 | Digestion difficile/L'histoire de grand-père Octave                        | 30 octobre 2000             |
| - Digestion difficile : Arthur a une indigestion, à la suite d'un abus de desserts. - L'histoire de grand-père Octave : Arthur et Diminou partent voir leur grand-père qui les initie à une chasse au trésor. |                                                                            |                             |
| 10 | Le combat des Read/Molly la vraie jeune fille                              | 6 novembre 2000             |
| - Le combat des Read :Arthur et Diminou détruisent le soufflé de leur père. - Molly la vraie jeune fille : Molly est persuadée que traîner avec la grande sœur de Francine la rendra plus mature.             |                                                                            |                             |

### Sixième saison (2001)
| No. de série | Titre français                                                      | Date originale de diffusion |
| --- | ------------------------------------------------------------------- | --------------------------- |
| 1 | L'oie de Suzie se fait plumer/Le meilleur du nid                    | 24 septembre 2001           |
| - L'oie de Suzie se fait plumer : Suzie développe une addiction à un nouveau jeu vidéo. - Le meilleur du nid : Lumière est persuadé qu'un jeu n'est pas si scientifique qu'il ne le pense. |                                                                     |                             |
| 2 | Requiem pour Arthur/Buster se lance dans les affaires               | 1er octobre 2001            |
| - Requiem pour Arthur : Le nouveau professeur d'Arthur n'arrête pas de le stresser. - Buster se lance dans les affaires : Buster tente de trouver comment vendre des chocolats.            |                                                                     |                             |
| 3 | Édition limitée/La vie secrète des chiens                           | 8 octobre 2001              |
| - Édition limitée : Prunelle se fait une nouvelle amie, Marina, qui est non-voyante. - La vie secrète des chiens : Kate et Pal partent à la recherche d'une figurine.                      |                                                                     |                             |
| 4 | Panique sur le terrain de foot/L'instrument ne fait pas le virtuose | 15 octobre 2001             |
| - Panique sur le terrain de foot : Le père de Molly devient le nouvel entraîneur. - L'instrument ne fait pas le virtuose : La clarinette de Binky connaît quelques difficultés.            |                                                                     |                             |
| 5 | La comète de Buster/Arhur et Los Vecinos                            | 22 octobre 2001             |
| - La comète de Buster : Buster croit avoir vu des ovnis. - Arthur et Los Vecinos : Les Read ont de nouveaux voisins.                                                                       |                                                                     |                             |
| 6 | Paparazzi en herbe/Diminou chasseuse                                | 29 octobre 2001             |
| - Paparazzi en herbe : Francine s'improvise paparazzi en herbe. - Diminou chasseuse : Diminou se trompe de sac à l'école.                                                                  |                                                                     |                             |
| 7 | Le garçon qui a la tête dans les nuages/Toujours plus               | 5 novembre 2001             |
| - Le garçon qui a la tête dans les nuages : George apprend qu'il souffre de dyslexie - Toujours plus: Diminou fait croire qu'elle a beaucoup d'argent de poche.                            |                                                                     |                             |
| 8 | Prisonnier de la poésie/Pour qui sonne la cloche                    | 12 novembre 2001            |
| - Prisonnier de la poésie : Binky prend goût à la poésie. - Pour qui sonne la cloche : Arthur devient l'esclave de Diminou.                                                                |                                                                     |                             |
| 9 | L'athlète de l'année/Ah l'amour                                     | 19 novembre 2001            |
| - L'athlète de l'année : Francine veut gagner une récompense. - Ah l'amour : Arthur tombe amoureux de sa baby-sitter.                                                                      |                                                                     |                             |
| 10 | Arthur joue comme une bille/Vendredi 13                             | 26 novembre 2001            |
| - Arthur joue comme une bille :Arthur participe à un tournoi de billes contre sa grand-mère. - Vendredi 13 : Lumière ne croit pas aux vendredi 13.                                         |                                                                     |                             |

### Septième saison (2002)
| No. de série | Titre français                                           | Date originale de diffusion |
| --- | -------------------------------------------------------- | --------------------------- |
| 1 | La partie de pêche/Le mystère de la chaussette manquante | 8 octobre 2002              |
| - La partie de pêche : Arthur s'énerve quand Diminou concourt contre lui lors d'une partie de pêche. - Le mystère de la chaussette manquante : Diminou perd une de ses chaussettes. |                                                          |                             |
| 2 | Dédoublement/Molly dans les villes                       | 9 octobre 2002              |
| - Dédoublement : Francine doit se retrouver dans deux endroits à la fois. - Molly dans les villes : Molly et Suzie passent le week-end ensemble.                                    |                                                          |                             |
| 3 | Arthur et les fourmis/Les conseils de Molly              | 10 octobre 2002             |
| - Arthur et les fourmis : Arthur doit présenter un exposé sur les fourmis. - Les conseils de Molly : Molly apprend que Nelly donne de meilleurs conseils qu'elle.                   |                                                          |                             |
| 4 | Mensonge ou vérité/L'attente                             | 11 octobre 2002             |
| - Mensonge ou vérité : Les jumeaux jurent de ne plus jamais mentir. - L'attente : Lumière et Binky attendent leurs parents au stade.                                                |                                                          |                             |
| 5 | Le centenaire d'Elwood                                   | 22 octobre 2001             |
| - Le centenaire d'Elwood : La classe d'Arthur prépare un spectacle sur le centenaire de la ville.                                                                                   |                                                          |                             |
| 6 | Une voiture à tout prix/Le cauchemar de Jenna            | 25 novembre 2002            |
| - Une voiture à tout prix : La voiture des Read tombe en panne. - Le cauchemar de Jenna : Jenna souffre d'énurésie.                                                                 |                                                          |                             |
| 7 | Voyage dans le temps/Amishcalement vôtre                 | 26 novembre 2002            |
| - Voyage dans le temps : Diminou rêve qu'elle est plus âgée qu'Arthur. - Amishcalement vôtre : Buster décide de devenir un amish.                                                   |                                                          |                             |
| 8 | Le monde de demain/ Y 'a t-il un docteur dans la salle ? | 27 novembre 2002            |
| - Le monde de demain : Binky rêve qu'il se retrouve dans le futur. - Y a -il un docteur dans la salle ? : Arthur et Diminou s'occupent de leurs parents malades.                    |                                                          |                             |
| 9 | Quand Prunelle s'en mêle/Le retour de la boule de neige  | 28 novembre 2002            |
| - Quand Prunelle s'en mêle : Marina doit passer la nuit chez Prunelle. - Le retour de la boule de neige : Diminou retrouve sa boule de neige.                                       |                                                          |                             |
| 10 | Le 9 avril                                               | 29 novembre 2002            |
| - Le 9 avril :Un incendie a lieu à l'école. Les vies des élèves s'en retrouvent bouleversées.                                                                                       |                                                          |                             |

### Huitième saison (2003)
| No. de série | Titre français                                                    | Date originale de diffusion |
| --- | ----------------------------------------------------------------- | --------------------------- |
| 1 | Cher Adil/Quand Harry quitte Betty                                | 15 septembre 2003           |
| - Cher Adil : Arthur a un correspondant étranger. - Quand Harry quitte Betty : Harry et Betty rompent. |                                                                   |                             |
| 2 | Floflo et le secret de la montagne au flan/Merci beaucoup, Binky! | 16 septembre 2003           |
| - Floflo et le secret de la montagne au flan : Francine et Flo font équipe à la montagne. - Merci beaucoup, Binky ! : Binky ne supporte pas l'ingratitude. Il va alors comprendre qu'il devrait se montrer lui aussi plus respectueux. |                                                                   |                             |
| 3 | Arthur homme d'affaires/Pénible !                                 | 17 septembre 2003           |
| - Arthur homme d'affaires : Arthur et Buster se lancent dans le commerce. - Pénible : Lumière agace tout le monde. Il fait alors un rêve où il est devenu un cafard.                                                                   |                                                                   |                             |
| 4 | Le monstre du docteur Folkenstein/Diminou danseuse étoile         | 18 septembre 2003           |
| - Le monstre du docteur Folkenstein : Marie-Hélène raconte l'histoire de Folkenstein. - Diminou danseuse étoile : Diminou et Binky doivent danser ensemble.                                                                            |                                                                   |                             |
| 5 | Vomitorama/Suzie s'en va t'en guerre                              | 19 septembre 2003           |
| - Vomitorama : Francine est prise d'une crise de vomissement. - Suzie s'en va t'en guerre : Le propriétaire du snack veut prendre sa retraite.                                                                                         |                                                                   |                             |
| 6 | Voyage à New-York                                                 | 22 décembre 2003            |
| - Voyage à New-York : Buster et son père partent avec les Read à New-York. |                                                                   |                             |
| 7 | La guerre des bureaux/ Recherche Stanley désespérément            | 22 décembre 2003            |
| - La guerre des bureaux : Arthur et ses amis sont en guerre à propos d'un bureau. - Recherche Stanley désespérément: Arthur vend accidentellement son ours en peluche.                                                                 |                                                                   |                             |
| 8 | Molly fait de l'art/Sortir de derrière les barreaux               | 24 décembre 2003            |
| - Molly fait de l'art : Molly se lance dans la sculpture avec son valet. - Sortir de derrière les barreaux : Vicita doit abandonner sa vieille couverture.                                                                             |                                                                   |                             |
| 9 | La puce à l'oreille/Diminou bisoute                               | 25 décembre 2003            |
| - La puce à l'oreille : Une mouche parle du voyage qui l'a séparée de son frère. - Diminou bisoute : Diminou veut embrasser un garçon.                                                                                                 |                                                                   |                             |
| 10 | George a le blues/Le bip                                          | 26 décembre 2003            |
| - George a le blues :George veut apprendre à chanter le blues. - Le bip : Diminou entend un mot grossier au magasin. |                                                                   |                             |

## Épisodes de Cookie Jar Entertainment

### Neuvième saison (2004-2005)
| No. de série | Titre français                                            | Date originale de diffusion |
| --- | --------------------------------------------------------- | --------------------------- |
| 1 | L'architecte pour tous/ Chantons sous la pluie            | 20 décembre 2004            |
| - L'architecte pour tous : Arthur et ses amis doivent reconstruire la cabane. - Chantons sous la pluie : Le professeur de piano d'Arthur prend en charge la comédie musicale. |                                                           |                             |
| 2 | Francine fait son cirque/Résistance passive               | 21 décembre 2004            |
| - Francine fait son cirque : Francine semble douée pour les pitreries. - Résistance passive : Buster exploite la gentillesse de George.                                       |                                                           |                             |
| 3 | Arthur fait un régime/La loi de la jungle                 | 22 décembre 2004            |
| - Arthur fait un régime : Arthur souhaite perdre du poids. - La loi de la jungle : Molly achète une caméra.                                                                   |                                                           |                             |
| 4 | Buster la main verte/Leçon de savoir vivre                | 23 décembre 2004            |
| - Buster la main verte : Buster devient jardinier. - Leçon de savoir vivre : Tommy demande à Diminou de lui enseigner les bonnes manières.                                    |                                                           |                             |
| 5 | Molly va à l'opéra/ Maman travaille                       | 24 décembre 2004            |
| - Molly va à l'opéra : Molly part assister à une représentation de Carmen. - Maman travaille : Arthur a peur que le travail de sa mère l'accapare trop.                       |                                                           |                             |
| 6 | Une amitié qui fait des vagues/Un amour de petite chienne | 4 avril 2005                |
| - Une amitié qui fait des vagues : Nélie et Arthur cachent leur amitié. - Un amour de petite chienne : La nouvelle chienne de la grand-mère de Diminou la terrorise.          |                                                           |                             |
| 7 | Prunelle fait du yoga/A comme agressif                    | 5 avril 2005                |
| - Prunelle fait du yoga : Prunelle et Marina font du yoga. - A comme agressif: Arthur et ses amis participent à un tournoi d'échecs.                                          |                                                           |                             |
| 8 | Une meilleure équipe/Émilie raconte des histoires         | 6 avril 2005                |
| - Une meilleure équipe : Francine et Lumière veulent changer d'équipe. - Émilie raconte des histoires : Émilie ne cesse de mentir.                                            |                                                           |                             |
| 9 | La machine à répercussion/Naissance d'une légende         | 7 avril 2005                |
| - La machine à répercussion : Diminou veut créer un instrument. - Naissance d'une légende : Arthur et Buster souhaitent élucider le mystère des chiens disparus.              |                                                           |                             |
| 10 | Binky fait une allergie/Musique d'ambiance                | 8 avril 2005                |
| - Binky fait une allergie :Binky développe une allergie aux arachides. - Musique d'ambiance : Lumière pense qu'un CD est la cause de ses mauvaises notes.                     |                                                           |                             |

### Dixième saison (2006)
- Il s'agit de la première saison traditionnellement animée par DQ Entertainment.
- C'est également la première saison à être encrée et peinte numériquement par DQ Entertainment.

| No. de série | Titre français                                      | Date originale de diffusion |
| --- | --------------------------------------------------- | --------------------------- |
| 1 | Joyeux anniversaire                                 | 15 mai 2006                 |
| - Joyeux anniversaire : Les parents d'Arthur veulent fêter leurs dix ans de mariage. |                                                     |                             |
| 2 | Les écureuils/Flo et Perrsimmony Glichet            | 16 mai 2006                 |
| - Les écureuils : Arthur et Buster voient un film d'horreur. - Flo et Perrsimmony Glichet : Flo a écrit une histoire.                                                                    |                                                     |                             |
| 3 | La nourriture idéale/Un secret bien gardé           | 17 mai 2006                 |
| - La nourriture idéale : Les élèves doivent réaliser un devoir sur la nourriture à emporter sur une île déserte. - Un secret bien gardé : Les amis de Diminou déchirent leurs pantalons. |                                                     |                             |
| 4 | La chasse à l'eau/Les bijoux de famille             | 18 mai 2006                 |
| - La chasse à l'eau : Francine et Arthur souhaitent savoir qui conservera le plus d'eau. - Les bijoux de famille : Les enfants et leur grand-mère veulent vendre les bijoux familiaux.   |                                                     |                             |
| 5 | Diminou vise haut/Arthur et Buster mènent l'enquête | 19 mai 2006                 |
| - Diminou vise haut : Diminou rêve de devenir astronaute. - Arthur et Buster mènent l'enquête : Arthur et Buster sont accusés d'un méfait qu'ils n'ont pas commis.                       |                                                     |                             |
| 6 | La malédiction de Grebes/Le nouveau vélo d'Arthur   | 22 mai 2006                 |
| - La malédiction de Grebes : Buster croit qu'il porte la poisse. - Le nouveau vélo d'Arthur : Arthur s'achète un nouveau vélo.                                                           |                                                     |                             |
| 7 | Sans fin/Diminou la chef en culotte courte          | 23 mai 2006                 |
| - Sans fin : L'histoire préférée d'Arthur n'a pas de dernière page. - Diminou la chef en culotte courte: Diminou se rend compte qu'elle est trop autoritaire.                            |                                                     |                             |
| 8 | Binky contre Binky/Opération Diminou                | 24 mai 2006                 |
| - Binky contre Binky : Binky doit surmonter sa peur du vélo. - Opération Diminou : Diminou doit subir une opération.                                                                     |                                                     |                             |
| 9 | Charabia/La maison des poupées du monde             | 25 mai 2006                 |
| - Charabia : Georges trouve le moyen de créer un nouveau langage. - La maison des poupées du monde : Les filles participent à la maison des poupées du monde.                            |                                                     |                             |
| 10 | L'étoffe d'un chef/Buster le facteur                | 26 mai 2006                 |
| - L'étoffe d'un chef :Arthur participe à un concours culinaire. - Buster le facteur : Buster devient le facteur de l'école.                                                              |                                                     |                             |

### Onzième saison (2007-2008)
- Il s'agit de la dernière saison traditionnellement animée par AKOM Production Co., Ltd.

| No. de série | Titre français                                        | Date originale de diffusion |
| --- | ----------------------------------------------------- | --------------------------- |
| 1 | Autant en emporte le temps/Germaphobie                | 25 juin 2007                |
| - Autant en emporte le temps : Arthur et Buster ont construit un château de sable. - Germaphobie : Buster a développé une germaphobie exagérée.                       |                                                       |                             |
| 2 | Arthur fait des affaires/Les bonnes manières          | 26 juin 2007                |
| - Arthur fait des affaires : Arthur veut vendre des affaires pour s'acheter un nouveau jeu vidéo. - Les bonnes manières : Les jumeaux veulent apprendre la politesse. |                                                       |                             |
| 3 | Bonne nuit Vicita/Prunelle en fait trop               | 27 juin 2007                |
| - Bonne nuit Vicita : Vicita ne peut pas dormir sans sa couverture. - Prunelle en fait trop : Prunelle se surpasse pour son avenir.                                   |                                                       |                             |
| 4 | Le piège du portable/Le terrible secret de Lumière    | 28 juin 2007                |
| - Le piège du portable : Flo obtient un portable d'urgence. - Le terrible secret de Lumière : Lumière a un secret qu'il cherche à cacher.                             |                                                       |                             |
| 5 | Kathy et le mystère imaginaire/L'inconnu de l'express | 29 juin 2007                |
| - Kathy et le mystère imaginaire : Kathy veut résoudre un mystère. - L'inconnu de l'express : Flo se demande à qui appartient un journal oublié.                      |                                                       |                             |
| 6 | Le film d'Arthur/Fou de danse                         | 3 septembre 2007            |
| - Le film d'Arthur : Arthur et ses camarades doivent envoyer des vidéos à Matt Damon. - Fou de danse : Georges et Francine font équipe pour un concours de danse.     |                                                       |                             |
| 7 | Hoquet pour Halloween/Monsieur Je sais tout           | 4 septembre 2007            |
| - Hoquet pour Halloween : Diminou attrape le hoquet à l'occasion d'Halloween. - Monsieur Je sais tout: Buster ne supporte plus que Lumière ait toujours raison.       |                                                       |                             |
| 8 | Copié collé/La réalité de la télé                     | 5 septembre 2007            |
| - Copié collé : Francine plagie une rédaction. - La réalité de la télé : Arthur déteste le nouveau show que Buster admire.                                            |                                                       |                             |
| 9 | Diminou patineuse/Une enfant trop gâtée               | 6 septembre 2007            |
| - Diminou patineuse : Diminou apprend le patinage. - Une enfant trop gâtée : Molly veut prouver aux autres qu'elle n'est pas une enfant gâtée.                        |                                                       |                             |
| 10 | Grand Frère Binky                                     | 7 septembre 2007            |
| - Grand Frère Binky :La famille de Binky adopte une petite fille chinoise.                                                                                            |                                                       |                             |

### Douzième saison (2008-2009)
Il s'agit de la première saison à être produite au format 16:9.
C'est également la première saison à être diffusée au format plein écran 1080i.
C'est également la première saison à être diffusée au format écran large 1080i.
C'est également la première saison à être diffusée au format écran large 480i.
C'est aussi la première saison à être traditionnellement animée par Animation Services (Hong Kong), Ltd.
Il s'agit également de la première saison à être encrée et peinte numériquement par Animation Services (Hong Kong), Ltd.
| No. de série | Titre français                               | Date originale de diffusion |
| --- | -------------------------------------------- | --------------------------- |
| 1 | Pizza ou rien/Jamais, Jamais, Jamais         | 6 octobre 2008              |
| - Pizza ou rien : Francine doit jeûner pendant 24 heures. - Jamais, Jamais, Jamais : Diminou doit donner de vieux jouets.                                                                   |                                              |                             |
| 2 | La piste cyclable/Soirée en famille          | 13 octobre 2008             |
| - La piste cyclable : Les garçons se battent pour construire une piste cyclable. - Soirée en famille : Francine veut passer une soirée en famille.                                          |                                              |                             |
| 3 | Le cyber chaton de Diminou/La chauve souris  | 20 octobre 2008             |
| - Le cyber chaton de Diminou : Diminou doit s'occuper d'un chat virtuel. - La chauve souris : Une chauve souris s'est installée au grenier.                                                 |                                              |                             |
| 4 | Drôles d'oiseaux/Mauvais échanges            | 27 octobre 2008             |
| - Drôles d'oiseaux : Les garçons se lancent dans l'ornithologie. - Mauvais échanges : Buster s'insurge quand Arthur échange un de ses cadeaux.                                              |                                              |                             |
| 5 | Les chroniques de Buster/Autrefois ici       | 3 novembre 2008             |
| - Les chroniques de Buster : Buster devient chroniqueur. - Autrefois ici : Arthur apprend que Sitting Bulla vécu à Elwood City.                                                             |                                              |                             |
| 6 | Le cerisier/Agence matrimoniale              | 20 avril 2009               |
| - Le cerisier : Le cerisier de Molly connaît quelques problèmes. - Agence matrimoniale : Molly et Francine tentent de caser leurs aînés ensemble.                                           |                                              |                             |
| 7 | La guerre des vers/Un donné pour deux rendus | 21 avril 2009               |
| - La guerre des vers : Lumière croit que la ville est attaquée par des vers. - Un donné pour deux rendus: Buster veut aider Arthur en le remerciant pour toutes les fois où il l'a soutenu. |                                              |                             |
| 8 | La panne/Mei Linh se redresse                | 22 avril 2009               |
| - La panne : Une panne d'électricité a lieu en ville. - Mei Linh se redresse : Mei Linh apprend à marcher.                                                                                  |                                              |                             |
| 9 | La colonie de vacances/Buster le magicien    | 23 avril 2009               |
| - La colonie de vacances : Buster part dans une colonie de vacances, différente de celle de ses amis. - Buster le magicien : Arthur est jaloux des talents de magicien de Buster.           |                                              |                             |
| 10 | Le match parfait/Diminou sort ses griffes    | 24 avril 2009               |
| - Le match parfait :Francine est obsédée par un match parfait. - Diminou sort ses griffes : Diminou recueille un chat.                                                                      |                                              |                             |

### Treizième saison (2009-2010)
| No. de série | Titre français                                  | Date originale de diffusion |
| --- | ----------------------------------------------- | --------------------------- |
| 1 | Madame Margaret a un cancer                     | 16 octobre 2009             |
| - Madame Margaret a un cancer : Les enfants s'inquiètent pour Madame Margaret qui souffre d'un cancer                                                               |                                                 |                             |
| 2 | La loi du silence/Folle de Kung Fu              | 13 octobre 2009             |
| - La loi du silence : Georges décide de ne plus parler à personne. - Folle de Kung-Fu : Suzie devient disciple d'une voisine pratiquant les arts martiaux.          |                                                 |                             |
| 3 | Le cauchemar des chiffres/La passion de Lumière | 14 octobre 2009             |
| - Le cauchemar des chiffres : Des chiffres hantent les élèves - La passion de Lumière : Lumière devient addict à un show.                                           |                                                 |                             |
| 4 | Le complot/Le bon exemple                       | 15 octobre 2009             |
| - Le complot : Francine veut devenir étudiante du mois. - Le bon exemple : Binky doit babysitter Emily.                                                             |                                                 |                             |
| 5 | La réplique/Le concours de lecture              | 12 octobre 2009             |
| - La réplique : Flo a peur de ne pas connaître une pièce. - Le concours de lecture : Prunella et Marina se lancent dans un concours.                                |                                                 |                             |
| 6 | Le puzzle/Le grand bain                         | 5 avril 2010                |
| - Le puzzle : Georges rencontre un ami autiste qui s'appelle Carl. - Le grand bain : Diminou et James veulent apprendre à nager.                                    |                                                 |                             |
| 7 | L'art et la manière/Un secret bien gardé        | 6 avril 2010                |
| - L'art et la manière : Les jumeaux se lancent dans l'art. - Un secret bien gardé: Les filles découvrent une ancienne civilisation.                                 |                                                 |                             |
| 8 | Les cartes de vœux/Prunelle et le casier hanté  | 7 avril 2010                |
| - Les cartes de vœux : Molly et Flo se lancent dans le commerce de cartes de vœux. - Prunelle et le casier hanté : Prunelle enquête sur un mystère de casier hanté. |                                                 |                             |
| 9 | Plus grandir/Pour la bonne cause                | 8 avril 2010                |
| - Plus grandir : Kate a peur de grandir. - Pour la bonne cause : Lumière et Suzie refusent de rejoindre une cause.                                                  |                                                 |                             |
| 10 | La guitare magique/Arthur est un super héros    | 9 avril 2010                |
| - La guitare magique :Georges croit qu'une guitare est magique. - Arthur est un super héros : Arthur invente son propre super-héros                                 |                                                 |                             |

### Quatorzième saison (2010-2011)
| No. de série | Titre français                                                 | Date originale de diffusion |
| --- | -------------------------------------------------------------- | --------------------------- |
| 1 | Problème de véhicule/Le rapport de Buster                      | 11 octobre 2010             |
| - Problème de véhicule :Lumière se casse une jambe. - Le rapport de Buster : Georges doit faire un rapport sur Buster                                                    |                                                                |                             |
| 2 | L'agent du changement/Diminou unit les nœuds                   | 12 octobre 2010             |
| - L'agent du changement : Les filles veulent créer leur propre film. - Diminou unit les nœuds : Diminou aimerait se marier.                                              |                                                                |                             |
| 3 | Le surnom/La pièce de théâtre                                  | 13 octobre 2010             |
| - Le surnom : Lumière distribue des surnoms aux élèves. - La pièce de théâtre : Les enfants sont accros aux smartphones                                                  |                                                                |                             |
| 4 | Philosophie Falafel/La peluche se rue                          | 14 octobre 2010             |
| - Philosophie Falafel : Flo veut écrire un livre. - La peluche se rue : Pal a des problèmes de chaussette                                                                |                                                                |                             |
| 5 | Les histoires du lapin grotesquement sombre/Projets animaliers | 15 octobre 2010             |
| - Les histoires du lapin grotesquement sombre : Arthur et Buster doivent lire un roman gore. - Projets animaliers : Les enfants réalisent des projets sur leurs animaux. |                                                                |                             |
| 6 | Suivez la balle rebondissante/Buster et la lettre de l'océan   | 25 avril 2011               |
| - Suivez la balle rebondissante : Arthur a perdu sa balle rebondissante. - Buster et la lettre de l'océan : Buster trouve une lettre dans une bouteille.                 |                                                                |                             |
| 7 | Autour du monde en 11 minutes/Molly et le mauvais blog         | 26 avril 2011               |
| - Autour du monde en 11 minutes : Les enfants se lancent dans un tour du monde. - Molly et le mauvais blog: Molly et Francine sont en froid sur internet.                |                                                                |                             |
| 8 | Arthur démêle/Toute la rage                                    | 27 avril 2011               |
| - Arthur démêle : Arthur se prend de passion pour le tricot. - Toute la rage : Molly cherche des vêtements fashion.                                                      |                                                                |                             |
| 9 | Diminou reine du retour/En Afrique                             | 28 avril 2011               |
| - Diminou reine du retour : Diminou est une pro de la répartie. - En Afrique : Lumière reçoit la visite de son cousin.                                                   |                                                                |                             |
| 10 | L'espace de Buster/La longue route vers la maison              | 29 avril 2011               |
| - L'espace de Buster :Buster veut construire une fusée - La longue route vers la maison : Arthur veut offrir un cadeau à Alberto. George marche contre l'autisme.        |                                                                |                             |

### Quinzième saison (2011-2012)
- C'est la dernière saison à utiliser l'animation traditionnelle utilisant l'encre et la peinture numériques.
- C'est aussi la dernière saison à être traditionnellement animée par DQ Entertainment.
- C'est aussi la dernière saison à être traditionnellement animée par Animation Services (Hong Kong), Ltd.
- C'est aussi la dernière saison à être encrée et peinte numériquement par DQ Entertainment.
- C'est également la dernière saison à être encrée et peinte numériquement par Animation Services (Hong Kong), Ltd.
- C'est aussi la dernière saison à être produite au format 4:3.
- C'est aussi la dernière saison à être diffusée au format plein écran 480i.
- C'est également la dernière saison à être diffusée au format écran large 480i.
- C'est aussi la dernière saison à être diffusée au format plein écran 1080i.

| No. de série | Titre français                                            | Date originale de diffusion |
| --- | --------------------------------------------------------- | --------------------------- |
| 1 | Quinze                                                    | 10 octobre 2011             |
| - Quinze : Arthur est censé retrouver une fiche de lecture. Georges participe à une émission.                                                                                  |                                                           |                             |
| 2 | Je veux tenir ta main/Sifflement dans le vent             | 11 octobre 2011             |
| - Je veux tenir ta main : Binky tient encore la main de sa mère. - Sifflement dans le vent : Tommy sait siffler mais pas son frère.                                            |                                                           |                             |
| 3 | L'admirateur secret/Le dernier roi de Lambeland           | 12 octobre 2011             |
| - L'admirateur secret : Buster a un admirateur secret. - Le dernier roi de Lambeland : James a une nouvelle peluche.                                                           |                                                           |                             |
| 4 | Sans monnaie/Buster le lézard de salon                    | 13 octobre 2011             |
| - Sans monnaie : La classe doit éviter de dépenser de l'argent durant tout un week-end. - Buster le lézard de salon : Buster veut récupérer un jouet.                          |                                                           |                             |
| 5 | Quoi Manger ?/Transpirer                                  | 14 octobre 2011             |
| - Quoi Manger ? : Une nouvelle barre de chocolat rend les enfants addicts. - Transpirer : Les enfants passent un test.                                                         |                                                           |                             |
| 6 | Prunelle rapporteuse/Qui y a t il dans un nom ?           | 16 avril 2012               |
| - Prunelle rapporteuse : Prunelle refuse de rendre certains objets. - Qui y a t il dans un nom ? : Binky apprend les origines de son nom.                                      |                                                           |                             |
| 7 | Le club trop classe de Molly/Meilleures ennemies          | 23 mai 2012                 |
| - Le club trop classe de Molly : Molly créé un club de lecture. - Meilleures ennemies: Diminou s'entend mal avec la fille d'une cliente de sa mère.                            |                                                           |                             |
| 8 | Le jardin de douleurs de Buster/À travers le télescope    | 24 mai 2012                 |
| - Le jardin de douleurs de Buster : Buster doit s'occuper d'un jardin. - À travers le télescope : Arthur achète une nouvelle paire de lunettes.                                |                                                           |                             |
| 9 | Le majordome a fait quoi ?/Le problème des trophées       | 25 mai 2012                 |
| - Le majordome a fait quoi ? : Le majordome de Molly a disparu. - Le problème des trophées : Les problèmes commencent quand les enfants veulent gagner leurs trophées.         |                                                           |                             |
| 10 | L'album de souvenirs de grand-père Dave/La cata de Buster | 15 juin 2012                |
| - L'album de souvenirs de grand-père Dave : Arthur et Diminou aident leur grand-père à construire un album photo. - La cata de Buster : Les enfants s'essayent au covoiturage. |                                                           |                             |

## Épisodes par DHX Media

### Seizième saison (2012-2013)
- Il s'agit de la première saison à être animée en flash dans Adobe Flash Player à l'aide d'Adobe Animate.

| No. de série | Titre français                                             | Date originale de diffusion |
| --- | ---------------------------------------------------------- | --------------------------- |
| 1 | Basé sur une histoire vraie                                | 15 octobre 2012             |
| - Basé sur une histoire vraie : Ladonna arrive en ville.                                                                                            |                                                            |                             |
| 2 | Francine la bondissante/Molly au volant                    | 16 octobre 2012             |
| - Francine la bondissante : Francine devient populaire sur le net. - Molly au volant : Molly et son père restaurent une voiture.                    |                                                            |                             |
| 3 | Tout sur Diminou/La folie des blocs                        | 17 octobre 2012             |
| - Tout sur Diminou : Diminou veut participer à une pièce de théâtre. - La folie des blocs : Diminou et Emily construisent une maison.               |                                                            |                             |
| 4 | Le tableau intelligent/Babillage                           | 18 octobre 2012             |
| - Le tableau intelligent : La classe a un ordinateur intelligent. - Babillage : Diminou veut éduquer sa cadette.                                    |                                                            |                             |
| 5 | La nuit des Tibble/Que justice soit faite !                | 19 octobre 2012             |
| - La nuit des Tibble : James passe la nuit chez les jumeaux. - Que justice soit faite ! : Diminou préside un procès.                                |                                                            |                             |
| 6 | Le dernier client difficile/Alain et les échecs            | 6 mai 2013                  |
| - Le dernier client difficile : Les loubards renoncent à leurs mauvaises habitudes. - Alain et les échecs : Alain créé un club d'échecs.            |                                                            |                             |
| 7 | Le blues du baseball/La grosse gaffe de Lumière            | 7 mai 2013                  |
| - Le blues du baseball : Georges ne sait pas jouer au baseball. - La grosse gaffe de Lumière: Buster reçoit des cours de maths.                     |                                                            |                             |
| 8 | Buster dévoreur de livres/L'échelle de Buster              | 8 mai 2013                  |
| - Buster dévoreur de livres : Buster participe à un concours de livres. - L'échelle de Buster : Buster et Lumière ne sont jamais d'accord.          |                                                            |                             |
| 9 | Flo et l'affaire de l'histoire volée/Suzie la végétarienne | 9 mai 2013                  |
| - Flo et l'affaire de l'histoire volée : Flo souffre du syndrome de la page blanche - Suzie la végétarienne : Suzie décide de devenir végétarienne. |                                                            |                             |
| 10 | Pas drôle/Le meilleur jour                                 | 10 mai 2013                 |
| - Pas drôle : Arthur n'arrête pas de se moquer de Suzie. - Le meilleur jour : Les enfants évoquent leurs meilleurs souvenirs.                       |                                                            |                             |

### Dix-septième saison (2013-2014)
| No. de série | Titre français                                     | Date originale de diffusion |
| --- | -------------------------------------------------- | --------------------------- |
| 1 | Le vantard/Le meilleur ami du chien                | 11 novembre 2013            |
| - Le vantard : Une compétition de bobsleigh a lieu. - Le meilleur ami du chien : Arthur prend soin du chien d'Alberto.                                           |                                                    |                             |
| 2 | L'aventure à Buddylon/Ladonna Compson fait la fête | 12 novembre 2013            |
| - L'aventure à Buddylon : Arthur et Ladonna construisent un diorama. - Ladonna Compson fait la fête : Ladonna rejoint trop d'activités.                          |                                                    |                             |
| 3 | Le golfeur/Le blagueur                             | 13 novembre 2013            |
| - Le golfeur : Alberto décide de pratiquer le golf. - Le blagueur : Les blagues de Buster n'amusent plus personne.                                               |                                                    |                             |
| 4 | Distractions opposées/Le ticket                    | 14 novembre 2013            |
| - Distractions opposées : Arthur et Buster doivent cohabiter ensemble. - Le ticket : Arthur gagne deux places pour une émission radio.                           |                                                    |                             |
| 5 | Les doigts/Planète enfants                         | 15 novembre 2013            |
| - Les doigts : Buster suce encore son pouce. - Planète enfants : Les enfants veulent créer un monde sans règles                                                  |                                                    |                             |
| 6 | Parle Francine/La neige                            | 21 avril 2014               |
| - Parle Francine : Francine est censée parler à propos de la pollution. - La neige : Arthur et Buster fabriquent de la neige artificielle.                       |                                                    |                             |
| 7 | Les animaux et les bêtes/Fais voler le cerf-volant | 22 avril 2014               |
| - Les animaux et les bêtes : Arthur veut attraper une souris. - Fais voler le cerf volant: Les enfants trouvent un cerf-volant.                                  |                                                    |                             |
| 8 | Version du directeur/Crimes et conséquences        | 12 mai 2014                 |
| - Version du directeur : Georges veut faire un film. - Crimes et conséquences : Binky est accusé d'avoir cassé quelque chose.                                    |                                                    |                             |
| 9 | Coincé entre les Crosswire/Accusé !                | 13 mai 2014                 |
| - Coincé entre les Crosswire : Molly participe à une émission de télé-réalité - Accusé ! : Buster peint un portrait de Molly.                                    |                                                    |                             |
| 10 | La folie musicale de Binky/Gel de cerveau          | 14 mai 2014                 |
| - La folie musicale de Binky : Binky est le seul à ne pas apprécier un groupe de musique. - Gel de cerveau : Le magasin de glace de Lumière a de la concurrence. |                                                    |                             |

### Dix-huitième saison (2014-2015)
| No. de série | Titre français                                                        | Date originale de diffusion |
| --- | --------------------------------------------------------------------- | --------------------------- |
| 1 | L'ami qui n'était pas là/Surprise !                                   | 29 septembre 2014           |
| - L'ami qui n'était pas là : Molly a un ami imaginaire. - Surprise ! : Francine veut participer aux 16 ans de Catherine.                                                        |                                                                       |                             |
| 2 | La mystérieuse affaire de la petite fille triste/Arthur le remplaçant | 30 septembre 2014           |
| - La mystérieuse affaire de la petite fille triste : Flo est triste sans raison. - Arthur le remplaçant : Buster doit trouver un remplaçant quand Arthur part tout un week-end. |                                                                       |                             |
| 3 | La grenouille de papa/Le redoutable vautour                           | 1er octobre 2014            |
| - La grenouille de papa : Diminou casse un jouet. - Le redoutable vautour : Diminou et Bud sont trop jeunes pour participer à une émission.                                     |                                                                       |                             |
| 4 | Bons souhaits/Le verre tardif                                         | 2 octobre 2014              |
| - Bons souhaits : Georges doit faire un souhait. - Le verre tardif : Prunelle essaie de se lever tôt.                                                                           |                                                                       |                             |
| 5 | La fontaine Abby/L'appel d'Arthur                                     | 26 janvier 2015             |
| - La fontaine Abby : Une ancêtre de Molly était une esclave. - L'appel d'Arthur : Arthur doit prendre une décision importante                                                   |                                                                       |                             |
| 6 | Cuisiner/Vacances sans fin                                            | 1er juin 2015               |
| - Cuisiner : Rattles apprend qu'il devra rencontrer les enfants de son beau-père. - Vacances sans fin : Arthur et Diminou veulent s'occuper des corvées de leurs parents.       |                                                                       |                             |
| 7 | Deux minutes/Le trésor des robes                                      | 2 juin 2015                 |
| - Deux minutes : Timmy apprend que son frère Tommy est né deux minutes avant lui. - Le trésor des robes: Ladonna abîme la robe de Molly.                                        |                                                                       |                             |
| 8 | Les économies maximales/Les Tibble à la rescousse                     | 3 juin 2015                 |
| - Les économies maximales : Arthur impose un système d'aconomies maximales. - Les Tibble à la rescousse : Les jumeaux sont trop reconnaissants envers Diminou.                  |                                                                       |                             |
| 9 | La parade/L'assemblée                                                 | 4 juin 2015                 |
| - La parade : Arthur doit participer au concours de beauté de Diminou. - L'assemblée : Les plus jeunes partent sur une planète imaginaire                                       |                                                                       |                             |
| 10 | Abri de l'orage                                                       | 5 juin 2015                 |
| - Abri de l'orage : Un ouragan frappe la ville |                                                                       |                             |

### Dix-neuvième saison (2015-2016)
- Il s'agit de la dernière saison à être animée en flash au format Adobe Flash Player à l'aide d'Adobe Animate.

| No. de série | Titre français                               | Date originale de diffusion |
| --- | -------------------------------------------- | --------------------------- |
| 1 | Le cerveau d'Alain/Alain voit des étoiles    | 18 janvier 2016             |
| - Le cerveau d'Alain : Alain ne sait plus où il a caché ses friandises de Pâques. - Alain voit des étoiles : Alain veut voir des météores.                       |                                              |                             |
| 2 | Suzie en rajoute/Si t'étais là               | 19 janvier 2016             |
| - Susie en rajoute : Suzie est impressionnée par une fontaine. - Si t'étais là : Suzie a une correspondante bien différente de celle qu'elle imaginait.          |                                              |                             |
| 3 | Problèmes de jouets/Longeron pour le cours   | 20 janvier 2016             |
| - Problèmes de jouets : Un jouet très cher sème la discorde. - Longeron pour le cours : Les enfants ont quelques problèmes avec le design du mini golf.          |                                              |                             |
| 4 | Emportés/Les détectives en duel              | 26 mai 2016                 |
| - Emportés : Les animaux visitent le système solaire. - Les détectives en duel : Flo et Binky rivalisent pour retrouver le jouet de George                       |                                              |                             |
| 5 | Buster n y croit pas/Une méchante bestiole   | 2 juin 2015                 |
| - Buster n y croit pas : Buster devient parano. - Une méchante bestiole : Arthur et Buster doivent s'occuper d'un chien.                                         |                                              |                             |
| 6 | Maria parle/Des cartes postales de Binky     | 24 mai 2016                 |
| - Maria parle : Une fille bègue doit préparer un exposé. - Des cartes postales de Binky : Binky veut filmer des vlogs pour ses grands parents.                   |                                              |                             |
| 7 | Le concert de Carl/Trop bien pour être vrai  | 5 avril 2016                |
| - Le concert de Carl : Carl semble doué pour l'accordéon. - Trop bien pour être vrai: Binky apprend le self control à Buster.                                    |                                              |                             |
| 8 | Les crampons de Francine/La petite méchante  | 3 juin 2015                 |
| - Les crampons de Francine : Francine a besoin d'argent pour s'acheter des chaussures. - La petite méchante : Molly et Lydia luttent contre une reine de beauté. |                                              |                             |
| 9 | Le secret de Monsieur Ratburn/Meilleurs amis | 25 mai 2016                 |
| - Le secret de Monsieur Ratburn : Monsieur Ratburn a un secret. - Meilleurs amis : Arthur pense que Ladonna est devenue la nouvelle meilleure amie de Buster.    |                                              |                             |
| 10 | Le dernier jour                              | 23 mai 2016                 |
| - Le dernier jour : L'été approche. Les enfants se demandent s'ils auront un professeur cool l'an prochain.                                                      |                                              |                             |

### Vingt saison (2016-2017)
- Il s'agit de la première saison à être animée en flash avec Toon Boom Harmony.

| No. de série | Titre français               | Date originale de diffusion |
| --- | ---------------------------- | --------------------------- |
| 1 | La seconde chance/Le menteur | 10 octobre 2016             |
| - La seconde chance : Buster imagine qu'il est devenu un génie - Le menteur : Arthur ment pour protéger les sentiments de Buster.                |                              |                             |
| 2 | Page blanche/Les céréales    | 11 octobre 2016             |
| - Page blanche : Fern veut laisser tomber l'écriture des scénarios. - Les céréales : Buster créé un podcast sur une boîte de céréales disparues. |                              |                             |
| 3 | Panne d'électricité/La fugue | 12 octobre 2016             |
| - Panne d'électricité : Une panne survient pendant la diffusion d'un dessin animé. - La fugue : Le lapin de la classe s'enfuit.                  |                              |                             |
| 4 | Les chaussures/Jalousie      | 13 octobre 2016             |
| - Les chaussures : Bud doit apprendre à lacer ses chaussures. - Jalousie : Laura babysitte d'autres enfants du quartier.                         |                              |                             |
| 5 | La bonne oreille/Mise à jour | 30 mai 2017                 |
| - La bonne oreille : Monsieur Ratburn perd un peu d'audition. - Mise à jour : Molly craint que son domestique soit remplacé par un robot.        |                              |                             |
| 6 | Les prédictions/Mutinerie    | 31 mai 2017                 |
| - Les prédictions : Prunella doit réaliser trois vraies prédictions. - Mutinerie : Buster remplace Francine en tant que capitaine de football.   |                              |                             |
| 7 | Surveillance/La liste        | 1er juin 2017               |
| - Surveillance : George surveille l'école. - La liste: Ladonna est contrariée quand un élève ne l'aime pas.                                      |                              |                             |

|-

### Vingt-et unième saison (2017-2018)
| No. de série | Titre français                              | Date originale de diffusion |
| --- | ------------------------------------------- | --------------------------- |
| 1 | Binky se prend au jeu/La capsule temporelle | 24 octobre 2017             |
| - Binky se prend au jeu : Tout le monde pense que Binky a triché un test. - La capsule temporelle : Lumière a créé une capsule temporelle.                                                                      |                                             |                             |
| 2 | Les constructeurs                           | 24 octobre 2017             |
| - Les Constructeurs : Buster veut créer un nichoir à oiseaux. Les filles créent des jouets félins. |                                             |                             |
| 3 | L'espionne/Sauvez la bibliothèque           | 26 octobre 2017             |
| - L'espionne : Francine envoie Ladonna espionner l'équipe de football. - Sauvez la bibliothèque : Suzie veut entreprendre une démarche de sauvetage de la bibliothèque quand celle-ci est menacée de fermeture. |                                             |                             |
| 4 | Le voyage à Paris/Solidarité                | 12 février 2018             |
| - Le voyage à Paris : Molly part quelque temps à Paris. - Solidarité : Arthur voudrait aider Madame Margaret qui assume tout toute seule.                                                                       |                                             |                             |
| 5 | Le livreur de journaux/Le pardon            | 13 février 2018             |
| - Le livreur de journaux : Slink a un talent spécial, de livreur de journaux. - Le pardon : Nélie est incapable de s'excuser après des méfaits.                                                                 |                                             |                             |
| 6 | Le dinosaure/La princesse                   | 14 février 2018             |
| - Le dinosaure : Bud a peur de perdre son ami imaginaire. - La princesse : Les filles pensent que Lydia déteste les princesses.                                                                                 |                                             |                             |
| 7 | L'invasion des fans/Démangeaison            | 15 février 2018             |
| - L'invasion des fans : Kate semble addict au soccer. - Démangeaison: Pal souffre d'une démangeaison. |                                             |                             |

## Épisodes de WildBrain

### Vingt-deuxième saison (2019)
| No. de série | Titre français                | Date originale de diffusion |
| --- | ----------------------------- | --------------------------- |
| 1 | Le mariage/Dispute            | 13 mai 2019                 |
| - Le mariage : Monsieur Ratburn va se marier. - Dispute : Arthur et Buster se disputent à propos d'un jeu vidéo.                                          |                               |                             |
| 2 | Rivalité/11 minutes           | 14 mai 2019                 |
| - Rivalité : Les élèves d'une autre école doivent partager la classe d'Arthur. - 11 minutes : Les enfants doivent survivre 11 minutes sans Internet.      |                               |                             |
| 3 | Les invités/Le choix de Binky | 15 mai 2019                 |
| - Les invités : Molly reçoit des invités indésirables. - Le choix de Binky : Binky doit se rendre à deux activités en même temps.                         |                               |                             |
| 4 | En campagne/Le sondage        | 16 mai 2019                 |
| - En campagne : Molly entame une campagne contre l'entreprise familiale. - Le sondage : Les sondages de Binky et Lumière ne plaisent pas à tout le monde. |                               |                             |

### Vingt-troisième saison (2019)
| No. de série | Titre français                           | Date originale de diffusion |
| --- | ---------------------------------------- | --------------------------- |
| 1 | Nuits d'angoisse/Les citoyens            | 14 octobre 2019             |
| - Nuits d'angoisse : Buster entend parler d'une légende. - Les citoyens : Le cousin de Lumière voudrait se faire naturaliser.      |                                          |                             |
| 2 | La princesse et le petit pois/Trop jeune | 15 octobre 2019             |
| - La princesse et le petit pois : Prunelle veut créer une adaptation. - Trop jeune : Diminou est trop jeune pour regarder un film. |                                          |                             |
| 3 | Le déménagement                          | 16 octobre 2019             |
| - Le déménagement : Ladonna s'apprête à partir vers l'Oregon.                                                                      |                                          |                             |

### Vingt-quatrième saison (2021)
| No. de série | Titre français             | Date originale de diffusion |
| --- | -------------------------- | --------------------------- |
| 1 | Le cancer                  | 8 mars 2021                 |
| - Le cancer : Madame Margaret aurait un cancer.                                                                            |                            |                             |
| 2 | La nouvelle amie/L'échange | 9 mars 2021                 |
| - La nouvelle amie : Diminou se fait une amie plus âgée. - L'échange : Monsieur Ratburn et Buster ont échangé leurs corps. |                            |                             |
| 3 | La sculpture/Crise de rage | 10 mars 2021                |
| - La sculpture : George souhaite créer une sculpture atypique. - Crise de rage : Arthur doit apprendre à se contrôler.     |                            |                             |

### Vingt-cinquième saison (2021-2022)
- C'est la dernière saison à être animée en flash avec Toon Boom Harmony.
- C'est aussi la dernière saison à être produite au format 16:9.
- C'est également la dernière saison à être diffusée au format écran large 1080i.

| No. de série | Titre français                                   | Date originale de diffusion |
| --- | ------------------------------------------------ | --------------------------- |
| 1 | Binky Wrestles With A Story/All will be revealed | 21 février 2022             |
| - Binky Wrestles With A Story : Binky veut trouver une histoire à écrire. - All Will Be Revealed : Diminou part à la recherche d'une boule de neige. |                                                  |                             |
| 2 | Making Conversation/ A Cloudy Day                | 21 février 2022             |
| - Making Conversation : George doit supporter les conversations des adultes. - A Cloudy Day : Les enfants apprennent à apprécier les films muets.    |                                                  |                             |
| 3 | Listen Up!/Arthur's Old New Vacation             | 21 février 2022             |
| - Listen Up ! : Francine traverse un deuil. - Arthur's Old New Vacation : Arthur et Buster veulent recréer des vacances familiales.                  |                                                  |                             |
| 4 | Blabbermouth/All Grown Up                        | 21 février 2022             |
| - Blabbermouth : Buster a des difficultés à garder des secrets. - All Grown Up : Les enfants trouvent un jeu qui prédit leur avenir.                 |                                                  |                             |